# Henk Deinum
Ir Hendrik (Henk) Deinum (Zwolle, 8 oktober 1915 - Wassenaar, 21 maart 1992) was een verzetsstrijder tijdens de Tweede Wereldoorlog.

## De oorlogsjaren
Nadat Deinum zijn militaire dienstplicht had vervuld ging hij Technische Natuurkunde studeren aan de Technische Universiteit Delft.
Hij woonde in Bergum, hij had een bakfiets met motor waarmee hij zuivelproducten rondbracht en hij was lid van de EHBO-groep. Al meteen ging Deinum in het verzet. Met zijn bakfiets ging hij soms naar Leeuwarden om er geweren en munitie te halen.

### Packardgroep
In 1941 bedacht Deinum al dat een radiotelegrafische verbinding tussen bezet Nederland en de regering in Londen van groot belang zou zijn. Nadat hij dit besproken had met studie- en jaargenoot Marinus Vader, werd aan adelborst Hans van der Stok een bericht meegegeven toen deze via "route Zwaantje" (Delfzijl-Zweden) naar Londen ging.
Omdat ze niet wisten of dat bericht zijn doel zou bereiken, wilde Deinum samen met zijn studiegenoot Thys Risselada met een kano naar Engeland varen. Ter oefening werd in 1942 al een zeilvakantie gehouden, waarbij ook zijn zuster Line aanwezig was. De overtocht werd geannuleerd omdat Risselada een ontstoken pols had en niet kon peddelen. Risselada zond via Aad de Roode een bericht naar de Centrale Inlichtingendienst (CID) in Engeland dat ze niet zouden komen.
In augustus 1942 ontving Deinum bericht dat Londen hun boodschap had ontvangen. Londen liet hen weten, dat ze een zender voor de 40 en 80 meterband moesten gebruiken, en die zelf moesten maken. Hiervoor kreeg Deinum hulp van Philips. In deze periode ontmoette Deinum Aad de Roode, een voormalige radiotelegrafist-observator, die ook tot mei 1940 verkeersleider was geweest bij de Rijksluchtvaartdienst op Luchthaven Schiphol.
Marinus Vader ontving inmiddels een zendontvanger via "route Zwaantje". Hierbij zat een zendplan met de naam Packard. Dit plan voorzag in het gebruik van twee golflengten, een kortere in de 43 meterband voor overdag en een langere in de 80 meterband. De Roode probeerde hiermee vanaf begin 1943 contact te maken met Engeland, maar dit lukte niet. Bericht hierover zond Deinum via een koerier naar Londen, samen met het voorstel van De Roode voor het inrichten van meteoposten, die informatie aan de geallieerde luchtmacht zou kunnen verstrekken. Deze berichten werden door tussenkomst van Risselada meegegeven aan Henning Meijer en Bartlema, die eind april 1943 naar Engeland overstaken en op 2 mei Engeland bereikten.
Londen zond Louis d'Aulnis de Bourouill naar Nederland om daar contact te zoeken met Deinum en Vader om hen te instrueren voor de opbouw van een inlichtingen- en meteodienst en het overbrengen van berichten. D'Aulnis was als Leids student via Spanje en Gibraltar in januari in Londen 1942 aangekomen. Een op 10/11 juni ondernomen tweede poging om d'Aulnis te droppen, slaagde, hoewel hij enige kilometers van zijn geplande landingsplaats neerkwam. D'Aulnis ontmoette Deinum en Vader in Den Haag. Daarbij was aanvankelijk ook De Roode aanwezig.
Niet lang hierna ontmoette Deinum bij toeval zijn oud-klasgenoot J.M.W.C. Iansen, in 1942 medeoprichter van de Geheime Dienst Nederland (GDN). Het Englandspiel was in volle gang, en een arrestatiegolf voltrok zich in Eindhoven begin 1943. De contacten van de GDN met Engeland waren verbroken. Deinum nam weer contact op met Louis d'Aulnis, die Engeland hiervan op de hoogte stelde. In de nacht van 8-9 oktober werd Wim Schreinemachers gedropt, maar hij verloor daarbij zijn apparatuur en kon hen niet helpen.

### Drie meteo posten
De Roode werd aangesteld als leider van de meteodienst. Als afwerpplaats voor het droppen van zendmaterieel ten behoeve van een meteo- en een inlichtingendienst werd een locatie in de Wieringermeer aangewezen. Deze keuze werd naar Londen doorgeseind door middel van de zendontvanger die d'Aulnis bij zijn dropping had meegenomen. De verzamelde meteorologische instrumenten werden geijkt door een medewerker van het KNMI.
Na de dropping van de meteorologische apparatuur werd de meteopost Irene-Met ingericht die vanaf 11 oktober 1943 operationeel was. Hij was ten huize van een in Utrecht wonende vrouwelijke arts en werd bediend door een Utrechtse politie-inspecteur als operator. Op 9 oktober 1944 kwam hieraan een einde met een inval van de Sicherheitspolizei und SD. De Utrechtse gastvrouw van de meteopost werd gearresteerd toen zij de deur open deed en zei dat zij de marconist was, de operator lag onder het bed verstopt en wist te ontkomen. Een gedenkpenning van deze groep ligt in het Centraal Museum in Utrecht.
Ook in Groningen werd een meteopost ingericht, genaamd Beatrix-Met. De Roode had daarvoor de nodige medewerkers gevonden. Deze post werd in december 1943 operationeel. Aan de uitzendingen kwam een einde toen de bezetter de zender op 9 november 1944 ontdekte. Ten slotte werd in Maastricht in februari 1944 de meteopost Margriet-Met ingericht. Deze bleef tot de bevrijding van Maastricht op 17 september 1944 werkzaam. Deze derde meteopost werd niet door de bezetter opgerold.

### Inlichtingen
In juni 1944 meldde Deinum aan Londen, dat Packard op dat ogenblik twee inlichtingencentrales omvatte, een in Den Haag en de andere in Amsterdam. Deze zouden binnen enkele uren naar Arnhem resp. Twente kunnen worden overgebracht. Verder had Deinum maatregelen genomen om de meteozenders ook voor inlichtingen of instructies te gebruiken. Hij stelde Londen voor Irene-Met en Beatrix-Met voor dit extra doel te gaan gebruiken nadat 24 uur waren verstreken sinds de komst van de geallieerden in Nederland. Voor Margriet-Met wilde hij dit aanvangstijdstip stellen op 24 uur na intocht van de geallieerden op Nederlands of Belgisch gebied. Londen verklaarde zich met dit voorstel akkoord zodat de Packardgroep haar activiteiten ook buiten weerkundig gebied uitbreidde. Begin september 1944 verhuisde de Amsterdamse centrale van Packard, zeven personen sterk, naar Hengelo. Onder deze zeven ook de door Deinum als militair adviseur aangestelde Eduard van der Noordaa die Deinum in Maastricht had leren kennen bij de oprichting van de meteopost Margriet-Met. Na interne strubbelingen bij de naar Twente verhuisde Packardgroep, stelde Deinum in december 1944 Eduard van der Noordaa als groepshoofd voor Oost-Nederland aan.
Toen de naar Hengelo verhuisde Packardleden vernamen dat de SD kennis had van hun activiteiten, gingen enkele leden, waaronder de leider Hugenholtz en zijn medewerker Van der Noordaa, op woensdag 22 nov. 1944 naar Amsterdam. Het was hun bedoeling de werkzaamheden veiligheidshalve enige tijd te onderbreken en tevens in het westen de mannelijke leden van hun groep te voorzien van betrouwbaarder papieren. De in Twente blijvende andere leden kregen opdracht de nog lopende berichten af te handelen, voor het overige het zenden op te schorten en zich te beperken tot afluisteren van binnenkomende berichten en het vergaren van nieuwe die op een later tijdstip zouden worden uitgezonden. Op zondag 26 november 1944, dus enkele dagen na het vertrek van Hugenholtz c.s., overviel de SD de woning vanwaar de marconist van de groep bezig was met zenden. Deze werd gearresteerd evenals een medewerkster. Ook in hun handen viel een andere medewerker die de woning was binnengegaan om hen te waarschuwen. Na deze gebeurtenis werd Packard Oost-Nederland verdeeld in vier gebieden, Zwolle, Twente, de Achterhoek en Zuidwest-Twente waar ze tot de bevrijding actief bleef. Deinum kwam zonder kleerscheuren de verdere bezettingstijd door.

## Na de oorlog
In 1949 werd Deinum onderscheiden met de Bronzen Leeuw. Hij vroeg zich vaak af waarom twee leden van de Groep Albrecht de Militaire Willems-Orde kregen, en niemand van de Packardgroep. Hij ging weer terug naar Delft en studeerde in 1950 af.
Henk Deinum heeft na de oorlog nog voor het Ministerie van Defensie gewerkt, en werd later vrij octrooigemachtigde. Hij woonde in Wassenaar en overleed in 1992.

## Onderscheidingen

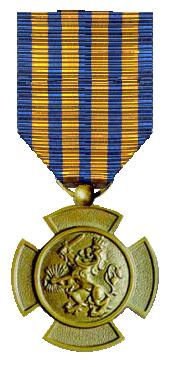
Bronzen Leeuw door Prins Bernhard uitgereikt op 14 december 1949.
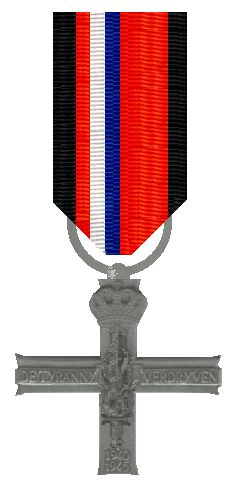
Verzetsherdenkingskruis
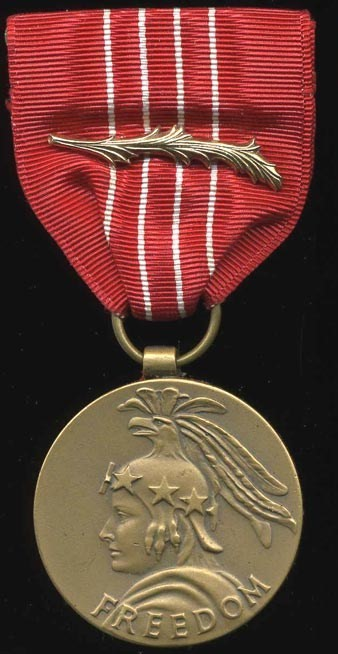
Medalof Freedom uitgereikt op 18 januari 1947
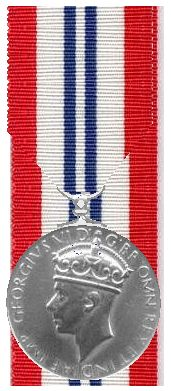
King's Medal for Courage in the Course of Freedom op 18 oktober 1948